# Сейшельські жаби
Сейшельські жаби (Sooglossidae) — родина земноводних підряду Neobatrachia ряду Безхвості. має 2 роди та 4 види.

## Опис
Загальна довжина представників цієї родини коливається від 1,6 до 4,5 см зазвичай самиці переважають за розміром самців. Голова та тулуб доволі товсті для жаб, їх тіло здебільшого струнке. У низки видів морда витягнута. Очі середнього розміру з вертикальними зіницями. Надочні дуги підняті догори. Передплесно цих жаб має сесамоподібну кістку. На кінцівках є диски-присоски. забарвлення переважно оливкове, бурувате, коричнювате, сірувате, може бути з темними цяточками або крапочками.

## Спосіб життя
Полюбляють вологі ліси, схили гір. зустрічаються на висоті 240–1000 м над рівнем моря. Ведуть доволі потайний спосіб життя. Повсякчас ховаються під опалим листям, в ущелинах. Активні переважно вночі, втім на поверхню виходить лише під час дощу. Живляться дрібними безхребетними.
Це яйцекладні амфібії. При паруванні самець схоплює самицю паховим амплексусом. Яйця відкладають під опале листя або в ямку. Розвиток ембріонів різний: є види з прямим, тобто з яєць виходять сформовані жабенята, та непрямим, тобто присутня стадія пуголовок.

## Розповсюдження
Мешкають на Сейшельських островах.

## Роди
- Sechellophryne
- Sooglossus